# قاذفة فيكتوري
قاذفة القنابل فيكتوري (النصر) هي طائرة بريطانية استخدمت في الحرب العالمية الثانية صممها مخترع الطائرات البريطاني بارنز واليس بينما كاني عمل في شركة فيكرز أرمسترونغس كقاذفة استراتيجية  ضد الّاهداف الهندسية المدنيةتستطيع حمل 22,000 رطل (10,000 كـغ) من «القنابل الزلزالية» لضرب الأهداف الأهداف الاستراتيجية في ألمانيا. كان المشروع طموحا للغاية إذ أن الطائرة تعمل بست محركات. وكان لها دور عملياتي محدد.
ألغت وزارة الجو البريطانية المشروع قبل إنتاج أي نموذج في مايو 1941.

## المواصفات (كما كان مقررا)
الخصائص العامة
- الحمولة: 22,000 lb (10,200 kg)
- الطول: 96 ft (29.3 m)
- باع الجناح: 172 ft (52.4 m)
- الارتفاع: 11ft (3.2m)
- مساحة الجناح : 2,675 ft² (248.8 m²)
- الوزن محملة: 104,000 lb (47,200 kg)
- محرك الطائرة: 6 × رولز رويس ميرلين or بريستول هيركوليز supercharged piston engine,  (1580 hp/1356 hp)  الواحد

الأداء
- السرعة القصوى: 352 mph (566 km/h) at 32,000 ft (9,750 m)
- سقف الخدمة: 45,000 ft (14,000 m)

## وصلات خارجية
- السير بارنز واليس: واليس قنابل كبيرة ونطاطة نسخة محفوظة 18 أغسطس 2018 على موقع واي باك مشين.
- القنابل المزلزلة على military-history.org